# Джосая Спър
Джосая Еауард Спър (на английски: Josiah Edward Spurr) е американски геолог, изследовател на Аляска.

## Ранни години (1870 – 1896)
Роден е на 1 октомври 1870 година в рибарското селище Глостър в щата Масачузетс, САЩ, петото от седемте деца в семейството на Алфред и Оратия Спър. Баща му е морски капитан и оказва силно влияние върху Джосая.
След като завършва средното си образование през 1888 г., през есента същата година е приет да учи геология в Харвард. Поради липса на финанси през втората година от обучението си е принуден да напусне университета. Въпреки че няма диплома е приет да работи като помощник в геоложко проучване в Минесота. По-късно продължава обучението си в Харвард и през 1894 получава магистърска степен по геология.

## Изследователска дейност (1896 – 1898)
В периода 1896 – 1898 извършва първите геоложки изследвания в Аляска, главно в басейна на река Юкон (1896 – 1897) и басейна на река Кускокуим (1898). През лятото на 1898 заедно с топографа Уилям Пост, пресича от юг на север западната част на Аляскинския хребет и с две лодки се спуска по река Южен Кускокуим, течаща на север с малък уклон на запад. След приключение, което едва не завършва трагично, двамата изследователи достигат до съединяването ѝ с река Северен Кускокуим. От там реката, вече под името Кускокуим изменя направлението си в югозападна посока и след като пресича планината Кускокуим, тече на запад. Те проследяват и картират цялото ѝ течение (около 700 км) до устието ѝ.

## Следващи години (1899 – 1950)
След изследванията си в Аляска Спър става водещ световен геолог консултант. Публикува над сто статии в научни списания, издава книги и монографии, както и поезия и книги за общата аудитория.
На 68-годишна възраст той започва да се интересува от произхода на кратерите на Луната и публикува четири книги в тази област.
Умира на 12 януари 1950 година в Орландо, Флорида, на 79-годишна възраст.
Много от документите, кореспонденцията и снимките му се съхраняват в Центъра за американско наследство на университета в Уайоминг. 

## Памет
Неговото име носят:
- връх Спър (61°18′ с. ш. 152°15′ з. д. / 61.3° с. ш. 152.25° з. д.) в Аляска;
- кратер Спър на Луната.